# Галович, Нино
Нино Галович (хорв. Nino Galović; род. 6 июля 1992, Супетар, Сплитско-Далматинская жупания) — хорватский футболист, защитник португальского клуба «Арока».

## Биография
Родился 6 июля 1992 в хорватском городе Сплит. Отец Нино — моряк, а мама Галина из России, из небольшого города в Пермской области.
Нино является воспитанником футбольного клуба «Сплит», в котором и начал профессиoнальную карьеру. Его дебют в чемпионате Хорватии состоялся 10 сентября 2011 года в матче с «Вараждином».
11 января 2017 года подписал контракт с минским «Динамо»